# 阿亚库乔主教座堂
阿亚库乔圣母圣殿主教座堂（西班牙語：Catedral basílica de Santa María）是一座罗马天主教宗座圣殿、主教座堂，位于秘鲁阿亚库乔的武器广场（Plaza de Armas），是阿亚库乔最大的教堂。该堂建于1632-1672年，巴洛克建筑风格，中部用粉红色的石头，钟楼用灰色的石头建造，被认为是秘鲁最美丽的主教座堂之一，尤其是内部装饰采用了丘里格利风格。1972年公布为秘鲁历史文化遗产

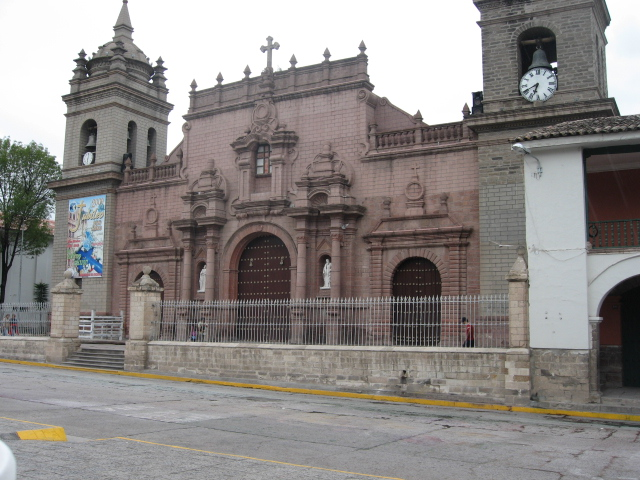
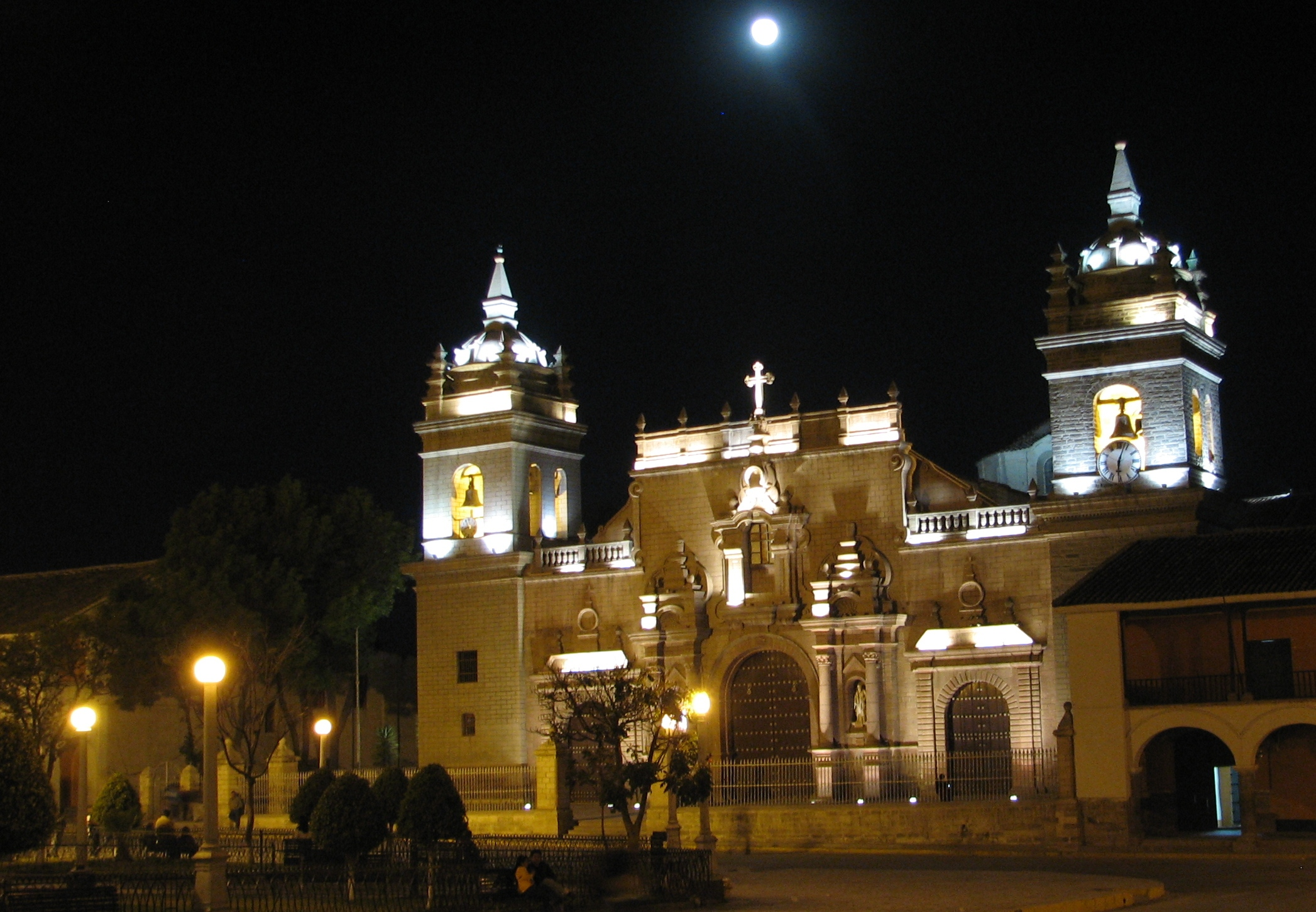
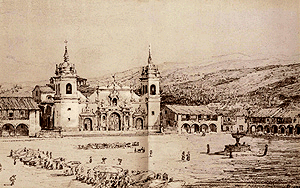